# 歌剧院大街

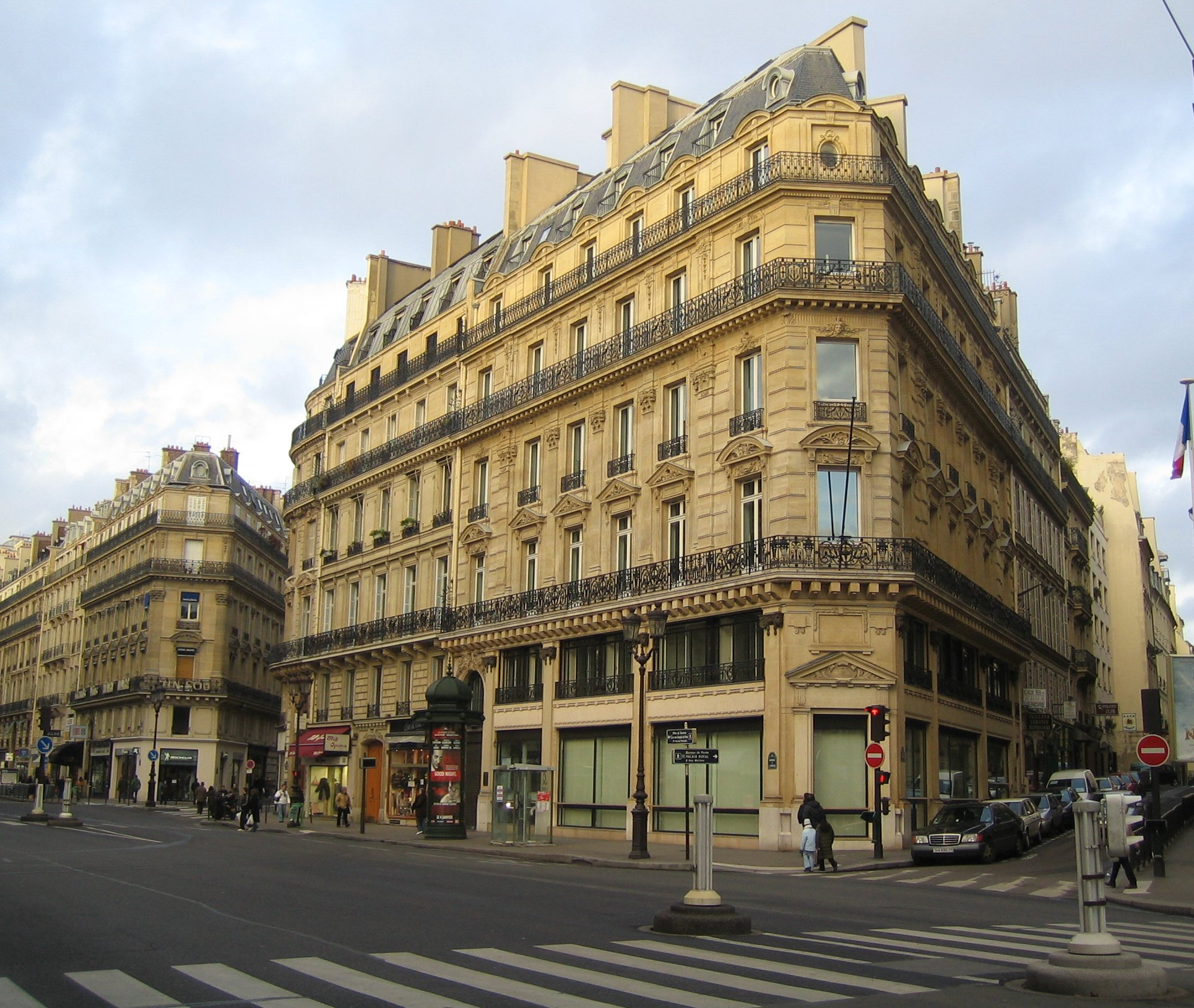
歌剧院大街

歌剧院大街（法語：Avenue de l'Opéra）是法国巴黎第一区和第二区的一条街道，奥斯曼男爵在法国巴黎市中心开辟的大街之一。它南起卢浮宫，北到巴黎歌剧院（其主要地位已被巴士底歌剧院取代）。 